# Дивветврач
Дивветврач — сокращённое название должности «дивизионный ветеринарный врач» и воинское звание высшего начальствующего (военно-ветеринарного) состава в Красной Армии. Выше бригветврача, ниже корветврача.

## История
Введено Постановлением ЦИК СССР и СНК СССР от 22 сентября 1935 года «О введении персональных военных званий начальствующего состава РККА» взамен всех прежних званий военно-ветеринарного состава служебной категории К-11. Предназначалось для высшего руководящего состава военно-ветеринарной службы Народного комиссариата обороны СССР, начальников ветеринарных служб в соединениях и руководителей военных исследовательских учреждений, а также для руководителей профильных военно-учебных заведений. В пограничных и внутренних войсках НКВД это звание было установлено приказом № 331 от 23 октября 1935 года и предназначалось для руководителей ветеринарных структур окружного уровня. Следует учитывать, что данное звание могло быть присвоено только военнослужащему с высшим ветеринарным образованием, являющемуся практикующим врачом, прочий начальствующий состав в этой службе, включая и фармацевтов, носил звания военно-хозяйственного состава.
В марте 1940 года по проекту К. Е. Ворошилова предполагалось ввести звание генерал-майора ветеринарной службы.
Упразднено Постановлением ГКО СССР № 2685 от 2 января 1943 года «О введении персональных воинских званий военно-медицинскому и военно-ветеринарному составу Красной Армии». в связи с этим в 1943 году дивветврачи были переаттестованы в генерал-майоров ветеринарной службы.
| Род войск                                       | Соответствующее звание/должность |
| В командном составе                             | В командном составе |
| ----------------------------------------------- | --- |
| в сухопутных и военно-воздушных силах РККА      | комдив |
| Народный комиссариат внутренних дел СССР        | комиссар государственной безопасности 3-го ранга, введённое постановлением ЦИК и СНК СССР от 7 октября 1935 года (военнослужащие пограничных и внутренних войск НКВД имели воинские звания, принятые в РККА) |
| Военно-Морской Флот СССР                        | флагман 2-го ранга |
| ВВС ВМФ и береговая служба                      | комдив |
| В начальствующем составе                        | |
| в военно-политическом составе всех родов войск  | дивизионный комиссар |
| в военно-техническом составе всех родов войск   | дивинженер |
| в военно-техническом составе ВМФ                | инженер-флагман 2-го ранга |
| в военно-хозяйственном составе всех родов войск | дивинтендант |
| в военно-медицинском составе всех родов войск   | дивврач |
| в военно-юридическом составе всех родов войск   | диввоенюрист |

## Знаки различия

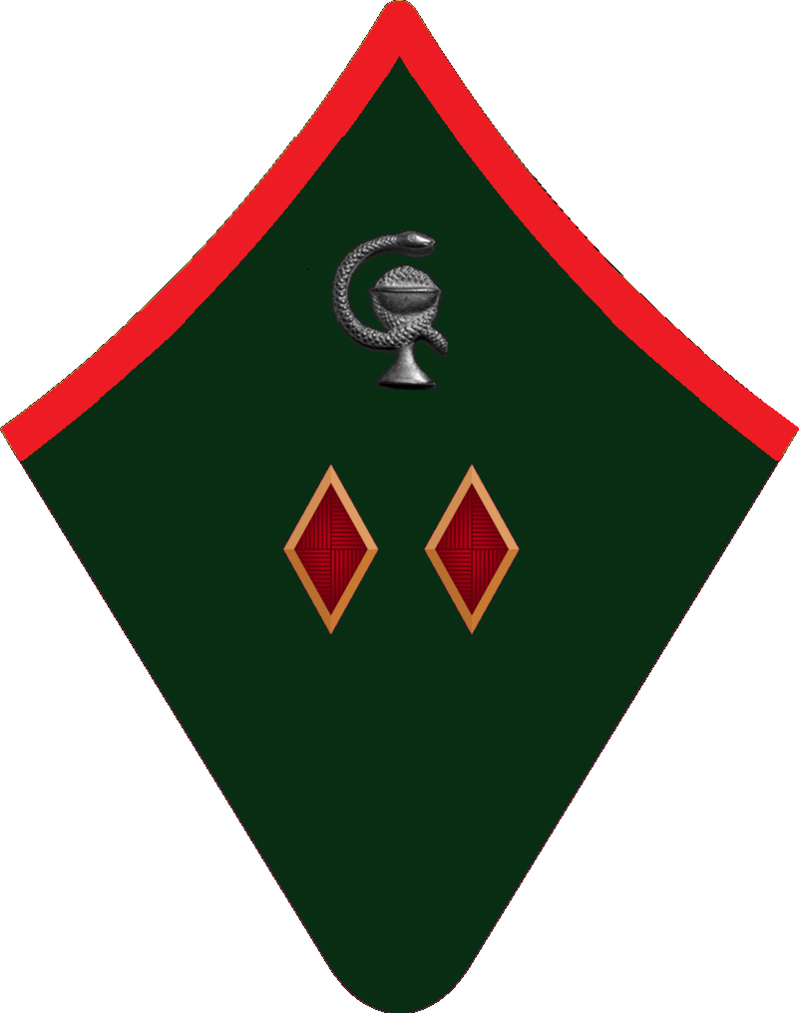
Петлица дивветврача для шинели

Знаки различия — два красных ромба в петлицах.

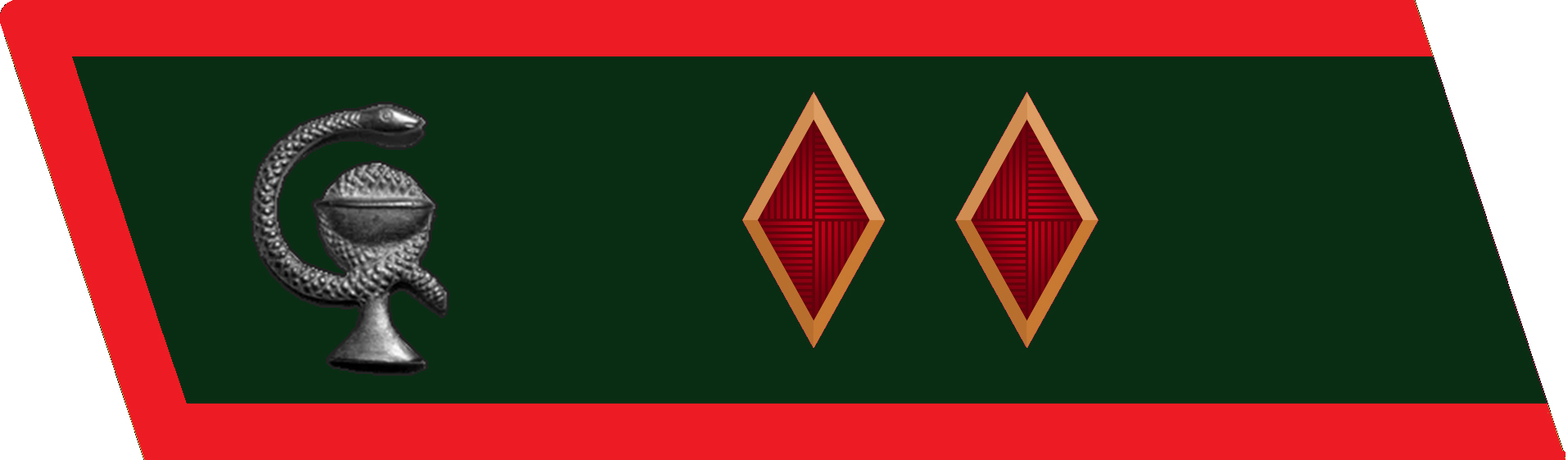
Петлица дивветврача для гимнастёрки

Над ромбами была эмблема военно-ветеринарного состава — сосуд гигеи серебристого цвета, установленная приказом НКО СССР от 10 марта 1936 года № 33.
Постановлением СНК СССР от 2 декабря № 2590 для военно-ветеринарного состава была установлена тёмная-зелёная расцветка петлиц с красным кантом. Если ветеринарные подразделения входили в часть, принадлежащую иному роду войск, то носили свою эмблему на петлицах цвета соответствующей службы.

## Присвоение звания[3]
| Фамилия имя отчество (годы жизни)       | Дата присвоения звания | Примечания |
| --------------------------------------- | ---------------------- | --- |
| Власов Николай Михайлович (1891—1954)   | 23.11.1935             | Корветврач (25.03.1942); Генерал-лейтенант ветеринарной службы (01.02.1943)                                                 |
| Петуховский Абрам Аронович              | 26.11.1935             | Генерал-майор ветеринарной службы (01.02.1943)                                                                              |
| Капустин Василий Федосеевич (1882—1970) | 23.12.1935             | Генерал-майор ветеринарной службы (31.03.1943)                                                                              |
| Шпайер Николай Маркович (1892—1964)     | 22.02.1938             | Генерал-майор ветеринарной службы (21.04.1943); Генерал-лейтенант ветеринарной службы (11.07.1945)                          |
| Лекарев Василий Михайлович (1902—1955)  | 04.11.1939             | Корветврач (25.03.1942); Генерал-лейтенант ветеринарной службы (01.02.1943)                                                 |
| Лянда Юлий Авраамович (1892—1960)       | 15.02.1941             | Корветврач (14.05.1942); Генерал-майор ветеринарной службы (31.03.1943); Генерал-лейтенант ветеринарной службы (02.11.1944) |